# Daniel Brandão
Daniel Brandão (Ceará, 3 de novembro de 1975) é um quadrinista, ilustrador e professor de arte brasileiro.

## Biografia
Daniel Brandão começou a atuar nos quadrinhos em 1995 após participar da Oficina de Quadrinhos da Universidade Federal do Ceará, instituição onde cursava a graduação em Comunicação Social, e publicar pela primeira vez na revista Pium. No final do ano seguinte, criou o fanzine Manicomics ao lado de JJ Marreiro e Geraldo Borges, considerado um dos mais relevantes fanzines brasileiros de quadrinhos e que foi publicado regularmente até 2006.
No final dos anos 1990, Brandão teve seu primeiro trabalho profissional nos quadrinhos com a produão de HQs para a revista do Capitão Rapadura, do cartunista Mino. No mesmo período, foi cofundador do Graph It, primeiro estúdio profissional de quadrinhos do Ceará. Em 1998, abriu na Graph It a primeira turma do curso de histórias em quadrinhos do estúdio, passando a ministrar regularmente aulas de quadrinhos e desenho desde então em diversas instituições.
Em 2000, Brandão mudou-se para os Estados Unidos para estudar na The Kubert School, uma das mais renomadas instituições de ensino de arte do país. Nesta época, foi assistente de arte da revista Azrael e ganhou um prêmio da Dark Horse por ser considerado o melhor aluno do primeiro ano da escola. Quando voltou ao Brasil, fundou o Estúdio Daniel Brandão de Quadrinhos e Artes Gráficas que, além da produção de quadrinhos e projetos relacionados, também oferece cursos e é considerado atualmente um dos principais espaços de formação para quadrinistas em Fortaleza.
Em 2011, Brandão criou a tira cômica Liz (posteriormente chamada Os Mundos de Liz). A personagem principal que dá nome à tira foi inspirada em sua filha, Liz Bezerra Brandão, então com 6 anos. A menina, inclusive, é creditada como coautora em várias histórias porque a maioria dos roteiros é baseada em fatos e também por ajudar com ideias, desenhos e colorizações (e a personagem "envelhece" nas tiras junto com ela). As tiras são publicadas no jornal O Povo e já ganharam várias compilações. Em 2019, a editora Noir lançou uma edição completa das tiras Os Mundos de Liz com todas as histórias produzidas até então em 136 páginas coloridas.
Em 2017, Brandão organizou o livro Antologia HQ, que fez parte do projeto HQ Ceará e trouxe quadrinhos de diversos estilos produzidos por 32 artistas cearenses.

## Prêmios e indicações
Pelo fanzine Manicomics, Brandão ganhou o Troféu HQ Mix de melhor fanzine em 2002, 2005 e 2006, e o Prêmio DB Artes de melhor edição independente em 2004. Em 2003, o artista recebeu menção honrosa 11º Concurso BD & Cartoon de Moura, em Portugal, pela HQ Dia de decisão. Em 2016, Brandão Rodrigues ganhou o Prêmio Al Rio de destaque regional.
Em 2017, o livro Antologia HQ, organizado por Brandão, foi finalista do 29º Troféu HQ Mix nas categorias de melhor edição especial nacional e melhor publicação mix. Em 2020, o livro Os Mundos de Liz foi finalista do 32º Troféu HQ Mix como melhor publicação de tiras.